# Люлека
Люлека (на гръцки: Λωλέικα) е ново село, обособено като селище през 1991 г. Дотогава е махала на село Като Керасово (Долно Керасово).
Намира се на югоизток от езерото Лизимахия и югозапад от съседното езеро Трихонида на разстояние 14,5 km юг-югоизток от Агринио.